# Astrid Gjesing
Astrid Gjesing (9. november 1952 i Tanderupkær) er digter og billedkunstner.
Måne Hav Sten hedder et værk, som Astrid Gjesing skabte i 1998, det ligger spredt ud over en strækning på 300 meter på Moesgård Strand syd for Århus. I juni 2009 sendte Gjesing 2009 seamail i form af citroner, hvorpå var skrevet Alt forladt, dette var en reaktion på CO2 udledninger som Havene lider under og er i de seneste år blevet forsurede.

## Ekstern henvisning
- a s t r i d g j e s i n g . o r g
- Litteratursiden.dk – Astrid Gjesing Arkiveret 9. oktober 2007 hos  Wayback Machine – en selvbiografi

1. ↑  "a s t r i d g j e s i n g . o r g". Arkiveret fra originalen 14. marts 2007. Hentet 6. oktober 2009.
2. ↑  stiften.dk – århus: Citroner driver i land overalt (Webside ikke længere tilgængelig)